# 托希尔山

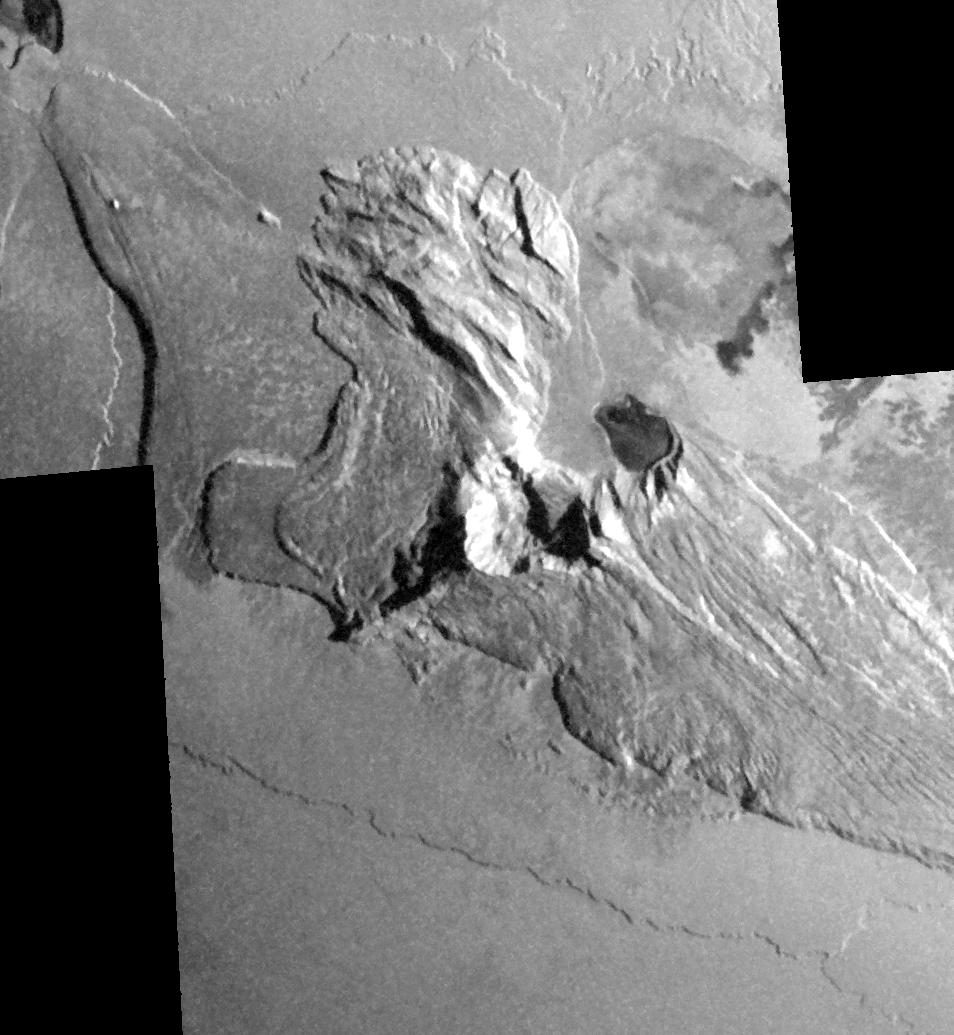
托希尔山火山坑鸟瞰图

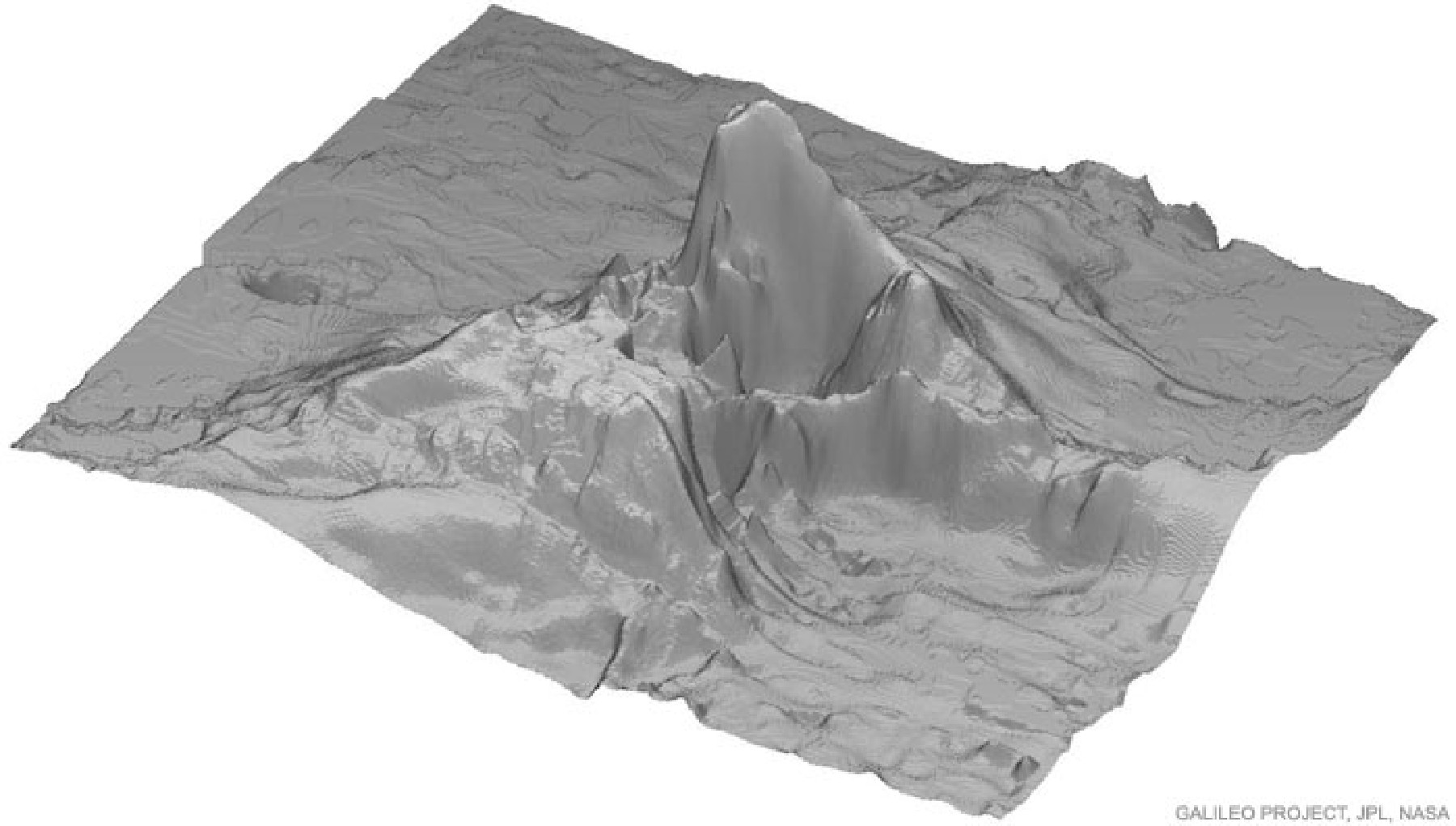
根据伽利略号探测器”数据绘制的托希尔山地形图

托希尔山(Tohil Mons)是木星的卫星之一， 木卫一上的一座山丘，它位于木卫一背木半球的库林-托希尔区，高度5400米(18000英尺)，其名称取自玛雅天气神托希尔”(Tohi)之名。
托希尔山是太阳系中地质最复杂的山丘之一，有证据显示，该山丘形成于其它山脉的构造运动以及硅酸盐火山岩或岩浆活动的侵蚀。
托希尔山丘主山体分布有山脊和槽沟，表明存在地壳的构造位移，包括在地壳沉没过程中，被转移的更年轻的斑驳地壳物。
坐落在该山丘与附近火山之间区域的拉德戈斯特火山口和托希尔火山口，分布关着大量黑或白色硅酸盐流，它们被认为是小型熔岩湖或岩浆池。
地形研究表明，库林-托希尔区的地势起伏不到1公里，喷发中心的火山活动与地形间没有明显的相关性。
 